# Врх-при-Собрачах
Врх-при-Собрачах (словен. Vrh pri Sobračah) — поселення в общині Іванчна Гориця, Осреднєсловенський регіон, Словенія. Висота над рівнем моря: 382 м.